# Aloe chlorantha
Aloe chlorantha ist eine Pflanzenart der Gattung der Aloen in der Unterfamilie der Affodillgewächse (Asphodeloideae). Das Artepitheton chlorantha leitet sich von den griechischen Worten chloros für ‚grün‘ sowie anthos für ‚Blüte‘ ab und verweist auf die grünen Blüten der Art.

## Beschreibung

### Vegetative Merkmale
Aloe chlorantha wächst stammlos oder stammbildend, einfach oder in Gruppen mit bis zu zehn Rosetten. Die niederliegenden Stämme erreichen eine Länge von bis zu 1,5 Meter. Die deltoiden, spitzen und leicht sichelförmigen Laubblätter bilden Rosetten. Die leuchtend grüne, nach purpur verlaufende, etwas linierte Blattspreite ist bis 40 Zentimeter lang und 8 Zentimeter breit. Auf der Blattunterseite sind häufig weiße Flecken vorhanden. Die dunkel braunroten Zähne am dunkel braunroten, knorpeligen Blattrand sind 2 Millimeter lang und stehen 10 bis 30 Millimeter voneinander entfernt.

### Blütenstände und Blüten
Der Blütenstand ist einfach oder er besteht selten aus einem Zweig. Er erreicht eine Länge von 160 Zentimeter. Die ziemlich dichten, zylindrischen Trauben sind bis zu 35 Zentimeter lang. Die eiförmig-deltoiden, spitzen, fleischigen, gelbgrünen Brakteen weisen eine Länge von 12 bis 20 Millimeter auf und sind 5 bis 8 Millimeter breit. Die gelbgrünen Blüten stehen an 15 bis 22 Millimeter langen Blütenstielen. Die Blüten sind 10 Millimeter lang und an ihrer Basis verschmälert. Oberhalb des Fruchtknotens weisen die Blüten einen Durchmesser von 4 Millimeter auf. Darüber sind sie zur Mündung verengt. Ihre äußeren Perigonblätter sind nicht miteinander verwachsen. Die Staubblätter und der Griffel ragen kaum aus der Blüte heraus.

## Systematik und Verbreitung
Aloe chlorantha ist in der südafrikanischen Provinz Nordkap im Gebiet um Fraserburg auf Doleritfelsvorkommen in Höhen von 1200 bis 1500 Metern verbreitet.
Die Erstbeschreibung durch John Jacob Lavranos wurde 1973 veröffentlicht.

## Nachweise